# Дору Белимаче
Дору Белимаче (на румънски: Doru Belimace) е арумънски активист, деец и терорист на Желязната гвардия (Легиона на Архангел Михаил).

## Биография
Белимаче е роден в 1910 година във влашко семейство в голямото влашко село Маловище, тогава в Османската империя, днес в Северна Македония. Принадлежи към фрашеротския род Белемаче. Семейството му се установява в Букурещ след Първата световна война. Завършва Филологическия факултет на Букурещкия университет. Успоредно учи там и право, но не успява да завърши. Започва да се занимава с политика и се присъединява към легионерското движение.
Заедно с Николае Константинеску и Йон Караника образува терористичната група, станала известна по-късно като Никадори (по инициалите на тримата: Николае, Караника, Дору). На 30 декември 1933 година Никадорите убиват министър-председателя Йон Георге Дука на гарата в Синая, заради арестите на хиляди и убийството на 18 членове на Легиона по време на предизборната кампания в 1933 г., забраната на Желязната гвардия от 10 декември и разрешаването на увеличаване на еврейската имиграция и блокирането на тази на арумъните в Добруджа. Тримата са арестувани веднага и през април 1934 година са осъдени на доживотен затвор.
В затвора Белимаче пише различни неща, между които и книгата „Фашистката революция“ (Revoluţia fascistă).
Никадорите заедно с Кодреану и друга легионерска терористична група – Децемвирите, са удушени на 30 ноември докато са премествани към затвора Жилава край село Тънкабещи край Букурещ.